# 작전계획 5029
작전계획 5029(영어: Operational Plan 5029; OPLAN 5029)는 북한의 쿠데타, 혁명, 대규모 망명, 대량 탈북, 대량 살상 무기 유출, 북한 내의 한국인 인질 사태, 대규모 자연 재해 등이 발생한 경우에 대비하여 미국과 대한민국이 책정한 군사 작전 계획이다.

## 같이 보기
- 작전계획 5015
- 작전계획 5027
- 작전계획 5030

## 참고
- “OPLAN 5029 - Collapse of North Korea” (영어). globalsecurity.org. 2015년 3월 30일에 확인함.